# 第三次チャタヌーガの戦い
第三次チャタヌーガの戦い（だいさんじチャタヌーガのたたかい、英:Third Battle of Chattanooga、一般的には単にチャタヌーガの戦い、英:Battle of Chattanooga、他にルックアウト山の戦い、英:Battle of Lookout Mountain、ミッショナリー・リッジの戦い、英:Battle of Missionary Ridgeという呼び方もされる）は、南北戦争下の1863年11月23日から25日に、テネシー州チャタヌーガ近くで行われた戦いである。北軍のユリシーズ・グラント少将はブラクストン・ブラッグ将軍の南軍を破ることで、テネシー州にいた最後の南軍を排除し、ディープサウス侵攻への道が開け、1864年のアトランタ方面作戦に繋がった。

## 背景
北軍ウィリアム・ローズクランズのカンバーランド軍4万名は、チカマウガの戦いでの悲惨な敗北の後で、チャタヌーガに撤退した。南軍ブラクストン・ブラッグ将軍のテネシー軍は市を包囲して、北軍を飢えさせて降伏に追い込もうとした。市郊外での追撃はのんびりとしたものであり、北軍に守りを強化する時間を与えてしまった。ブラッグ軍はルックアウト山とミッショナリー・リッジに陣取り、どちらからも市内、テネシー川（市内を貫流していた）および北軍の供給線を見下ろせることができた。ルックアウト山に据えられた大砲が川による接近を支配し、騎兵隊がチャタヌーガに向かう輜重隊への襲撃を敢行したので、北軍は兵士達を食わせていくために他の方法を見出す必要があった。
北軍政府は敗北の可能性に警鐘を鳴らされ、援軍を派遣した。10月17日、ユリシーズ・グラント少将はミシシッピ軍事地区軍と呼ばれた西部軍指揮官職を与えられた。グラント軍はチャタヌーガに移動し、指揮官ローズクランズをジョージ・ヘンリー・トーマス少将にすげ替えた。グラントの技師長であるウィリアム・F・"ボールディ"・スミスは「クラッカー・ライン」と呼ばれる作戦を編み出し、10月27日に水陸協働でブラウンズフェリーに突然の上陸を敢行し（ブラウンズフェリーの戦いと呼ばれることもある）、トーマスのカンバーランド軍とジョセフ・フッカー少将率いる東部戦線ポトマック軍から派遣された救援軍2万名とを繋ぎ、テネシー川を開放した。これで川を使ったチャタヌーガへの物資と援軍の搬入が可能となり、グラント軍のチャンスが拡がった。これに反応したブラッグはジェイムズ・ロングストリート中将にルックアウト渓谷から北軍を追い出すように命じた。その結果としてのウォーハッチーの戦い（10月28日～29日）は南北戦争の中では夜だけで戦われた数少ないものの一つとなった。南軍が撃退されクラッカー・ラインは確保された。

## 対戦した戦力
グラントのミシシッピ軍事地区軍はチャタヌーガでは次の部隊で編成された。
- カンバーランド軍：ジョージ・ヘンリー・トーマス少将指揮、ゴードン・グランジャー少将の第4軍団とジョン・Mパーマー少将の第14軍団で構成
- テネシー軍：ウィリアム・シャーマン少将指揮、フランクリン・P・ブレア・ジュニア少将の第15軍団とジョン・E・スミス准将の第17軍団第2師団で構成
- ジョセフ・フッカー少将指揮の部隊：オリバー・O・ハワード少将の第11軍団とジョン・W・ギアリー准将の第12軍団第2師団で構成。フッカーは第4、第14および第15軍団の一部も指揮した。

ブラッグのテネシー軍はチャタヌーガでは次の部隊が使えた。
- ハーディ軍団、ウィリアム・J・ハーディ中将指揮、カーター・L・スティーブンソンとパトリック・クリバーン各少将およびジョン・K・ジャクソン（チーザム師団）とステイツ・ライト・ギスト（ウォーカー師団）各准将の師団
- ブレッキンリッジ軍団、ジョン・ブレッキンリッジ少将指揮、アレクサンダー・P・スチュアート少将およびJ・パットン・アンダーソン（ヒンドマン師団）とウィリアム・B・ベイト（ブレッキンリッジ師団）各准将の師団

10月31日、ブラッグ軍は、ジェイムズ・ロングストリート中将指揮するロングストリート軍団（ラファイエット・マクローズ少将とジョン・ベル・フッド中将の師団で構成）をノックスビル近くにいる北軍アンブローズ・バーンサイド少将の軍隊に対抗するために派遣し、大きくその戦力を減らしていた。11月22日、サイモン・B・バックナー少将の師団にノックスビルのロングストリート支援を命令することでブラッグ軍はさらにその勢力を減らした。

## オーチャード・ノブでの戦闘

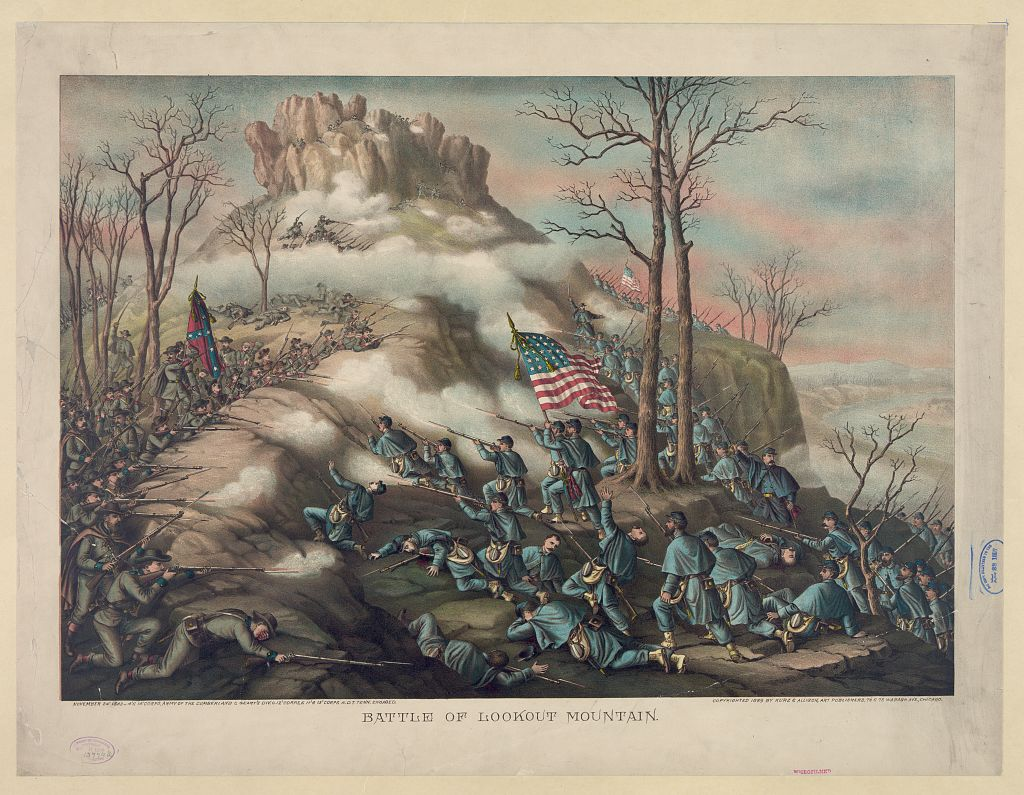
ルックアウト山の戦い

11月半ばにウィリアム・シャーマン少将がテネシー軍2万名を率いて到着したとき、グラントは攻勢を始めた。その最初の動きは、11月23日に当時のチャタヌーガ市域から直ぐ外のウッド砦にあった作戦本部から、オーチャード・ノブとそれに隣接するインディアンヒルおよびブラッシー・ノブにあった南軍の前進基地に対する攻撃命令だった（歴史家の中にはオーチャード・ノブの戦いと呼ぶ者もいるが、実際には小さな戦闘だった）。オーチャード・ノブはそこから次の2日間の戦闘を方向付ける前進し中央を占める地点にあった。この同じ日に信じられないようなことであるが、南北戦争を通じて両軍の中で最も実行力有る師団指揮官と当時の同僚達多くが見なしていたパトリック・R・クリバーン少将の師団に、ブラッグはバックナーの後を追ってノックスビルに向かうよう命じた。

## ルックアウト山の戦い
北軍の11月24日の作戦は2方向からの攻撃だった。フッカー隊はルックアウト山の南軍左翼に、シャーマン隊はミッショナリー・リッジの北縁にいる右翼への攻撃を行うこととされた。フッカー隊は3個師団、第12軍団のジョン・W・ギアリー師団、第14軍団のチャールズ・クラフト師団および第15軍団のピーター・J・オスターハウス師団だった。クラフトとオスターハウスの前進はルックアウト・クリークで行き詰まったが、ギアリー隊はさらに南で抵抗無く川を渉り、山と川の間の谷間が確保されていないことを発見した。北軍はベンジャミン・チーザム師団（一時的にジョン・K・ジャクソンが指揮）のエドワード・クレイ・ウォルトホール旅団の抵抗を受けたが、ギアリーはルックアウト山の麓を北東に回り、ウォルトホールの勢力的に遙かに劣る部隊を山の北縁真下にあるクラベンス・ハウスまで押し返した。山の頂上にいた南軍ジョン・C・ブラウンの旅団は崖下で行われている戦闘に対しては手の撃ちようが無いことが分かった。ギアリーの成功で他の2個師団も川を渉ることができ、その前面にいる南軍の散兵を飲み込んでいった。午後1時頃に南軍ジョン・C・ムーアの旅団がギアリー隊とクラフト師団のウォルター・C・ホイッタカー旅団との戦闘に巻き込まれた。ムーア隊は押し返され、間もなくエドマンド・ペタス旅団が合流した。午後3時頃までに、厚い霧が山を覆った。両軍は午後の残りを霧の中でめくら滅法撃ち続けたが、当たる者はほとんどいなかった。この戦闘中、フッカーはグラントに一連の「泣き言か空威張り」の伝言を送り続けたが、「十中八九、敵は今夜撤退するだろう」と予言したのは正に当たった。ブラッグは戦闘が負けていることを認識し、その陣地を放棄する命令を出した。夜半に霧が晴れ、月食の下で、カーター・L・スティーブンソンとチーザムの師団はチャタヌーガ・クリークの対岸に撤退し、その後の橋を焼いた。
シャーマンの残りの3個師団はテネシー川をうまく渉り、情報の欠陥もあってそこがミッショナリー・リッジの北縁だと思う場所を占めたが、実際にはビリーゴート・ヒルと呼ばれる完全に別の尾根だった。東方向にあった東テネシー・バージニア鉄道のタイナー駅で兵士達が文字通り列車に乗り込むばかりだったパトリック・クリバーンの師団が呼び戻され、ミッショナリー・リッジ北縁のトンネル・ヒルの南軍右翼を補強するために急行した（トンネル・ヒルは通称、チャタヌーガ・ハリソン・ジョージタウン・チャールストン鉄道のトンネルがその下を通っていた）。11月24日にはこの右翼で戦闘が起こらなかった。

## ミッショナリー・リッジの戦い
その夜、ブラッグは2人の軍団指揮官に撤退すべきか踏みとどまって戦うべきかを問うた。ウィリアム・J・ハーディは撤退を推奨したが、ジョン・ブレッキンリッジはミッショナリー・リッジの強固な陣地で戦うことを主張し、ブラッグを説得した。その結果、ルックアウト山から撤退した部隊は右翼に就くことを命じられた。北から南に、クリバーン、スティーブンソン、ギスト、チーザム、アンダーソン、ベイトおよびスチュアートの各師団が順に並んだ。アレクサンダー・W・レイノルズの旅団がアンダーソンとベイトの間に入り、ジョセフ・H・ルイスの旅団がクリバーン師団に付けられ、マーカス・J・ライトの旅団は右翼後衛を守った。それまでの軍団編成が解かれ、北側の4個師団をハーディ、他の3個師団がブレッキンリッジの指揮下に置かれた。
11月25日、グラントはその作戦を変更し、シャーマンとフッカーによる挟撃作戦を要求した。トーマス隊はシャーマン隊の後を進み北からミッショナリー・リッジに向かうものとされた。この尾根は恐ろしく強固に防御できるところであり、兵士は厚みをもって配置されていたので、シャーマン隊とフッカー隊による側面攻撃の支援が無ければ、正面攻撃は自殺行為だと考えた。午前中の時間帯で、シャーマンはクリバーンの前線を破れず、フッカーの行軍はクリークの橋が焼かれていたために遅らされた。午後3時頃、トンネル・ヒルを守っていた部隊が急斜面を駆け下りて突撃し、シャーマン隊を敗走させビリーゴート・ヒルまで押し返した。
クリバーンはその師団に他の師団から2個旅団と2個連隊を加えただけであり、シャーマンのテネシー軍2個軍団（オスターハウスの師団はフッカーの方に付いた）に対抗した。シャーマン隊はポトマック軍のハワード軍団とカンバーランド軍のジェファーソン・V・デイビスとアブサロム・ベアードの各師団だった。クリバーンに拠れば、実際にはわずか1個旅団、1個連隊および2個大隊だけで戦闘の大半を戦ったということである。戦争の残り期間、その連隊は「トンネル・ヒル、テネシー州」に対する戦闘名誉章として、その師団には特異な青の連隊旗を携行した。
午後3時半、グラントは南軍の右翼でシャーマン隊が潰えたことでブラッグがその補強をしていることを恐れた。このために、トーマス隊に前進して谷底の南軍前線射撃壕を捕獲し、そこに留まって次の命令を待つように指示した。その先にはミッショナリー・リッジの山腹と尾根に掛けて、次々と射撃壕（塹壕の当時の呼び方）が続いており、それらへの攻撃を待てと言う指示だった。北軍は前進し素早く最初の射撃壕線から南軍を追い出したが、そこで尾根にかけて残っている2つの前線から手厳しい射撃を受けることになった。トーマス隊の大半はチカマウガで大きな損失を経験しており、新参のシャーマン隊やフッカー隊からは嘲笑をうけていた。このとき彼等は上からの射撃を浴び、進むも退くも明確な作戦は無かった。
この時点で、頂上の射撃壕線は現在考えられる軍事的頂点では無く現実の頂点に置かれているという事実で、尾根の頂点近くに盲点となる逃避場があったので、北軍兵は残っている前線に対する攻撃を続行した。この2回目の前進は現場の指揮官によって行われたが、兵士達の中には自分達で斜面の上から打ち下ろされる銃火からの待避場所を求めた者もいた。北軍の前進は秩序だってはいなかったが効果はあった。最後は、グラント自身が難攻不落の南軍前線と信じていたはずのものを圧倒し、蹴散らした。かくしてカンバーランド軍のミッショナリー・リッジ登りはこの戦争の中でも最も劇的な出来事の一つになった。ある北軍士官は次のように回想した。
午後4時半までにブラッグ軍の中央が完全に崩壊し、恐怖に捕らわれて逃げ出した。ミッショナリー・リッジは放棄され、東のチカマウガ川（南チカマウガ・クリークとも呼ばれる）まで逆落としに撤退した。この狼狽えた逃亡の中で唯一の例外はクリバーンの部隊であり、その師団は他の師団からの2個旅団で補強されていたが、崩壊の時にはテネシー軍に対する勝利の後で座り込んで食事を摂っていた。完全な混乱の中にいなかった唯一の部隊として撤退するのも最後になり、ブラッグ軍全軍が東方に退いていくときに殿軍を務めた。

### 誰が命令を出したか？
午後2時半頃、グラントはウェストポイント時代の級友トマス・J・ウッドと話をしていた。「シャーマン将軍が大変な時にあるようだ」とグラントが述べた。ウッドは「そうだ、将軍、彼は暖かい場所にいるようだ」と答えた。グラントは「彼が大変な時を過ごしているかのように見え、我々は彼を助けに行くべきとも思える。」と応じた。2人はもう少し会話をして、グラントは明らかにウッドとフィリップ・シェリダンの師団を尾根の底にある南軍射撃壕に対して送り出す決心をした。続いてグラントはトーマスにその考えを提案した。何らかの理由でグラントとトーマスの間は冷え込んでいた。トーマスはグラントの考えを否定した。一方第4軍団指揮官ゴードン・グランジャー少将が近くにおり、完全に砲台の動きに気を奪われていた。
グラントはイライラしてトーマスに向かい、グランジャーに「その軍団の指揮を執り、貴方の部隊を前進させ、敵の最初の射撃壕線を占領するよう」命令することを求めた。トーマスはその命令をグランジャーに渡した。午後3時頃だった。信じ難いことだが、グランジャーはその命令を無視し砲台指揮に戻った。グラントからさらに叱責を受けた後で、グランジャーは遂にウッドとシェリダンに命令を出した。伝令はジョン・M・パーマー少将の第14軍団に属するアブサロム・ベアードとリチャード・W・ジョンソン各准将にも行った。グランジャーのウッドに宛てた命令は「直ぐに行動を開始すること、貴方の命令を貴方の旅団指揮官にも即座に伝えること、前進の合図は砲台の6門の大砲からの急速連射である。」という内容だった。
左から右にベアード、ウッド、シェリダンおよびジョンソンの師団が並び、総勢は23,000名だった。各師団はジョンソン師団が2個旅団の他は皆3個旅団だった。旅団はすべて横隊で配置に付いた。旅団の並びは左から右にエドワード・H・フェルプス大佐、フェルディナンド・ヴァン・ダービア大佐、ジョン・B・ターチン准将、サミュエル・ビーティ准将、オーガスト・ウィリッチ准将、ウィリアム・B・ヘイズン准将、ジョージ・D・ワグナー准将、チャールズ・G・ハーカー大佐、フランシス・T・シャーマン大佐、ウィリアム・L・ストートン大佐およびウィリアム・P・カーリン准将だった。各旅団は2列横隊になり、散兵が先導した。
午後3時40分頃、ベアードがターチンに説明できる前に合図の大砲が鳴った。連隊士官の中には同じ旅団から矛盾した命令が出たことに抗議した者がいた。どこで停止するのかを問われたときウィリッチはある士官に「わからない、こんちくしょう、予想する」と告げた。シェリダンはグランジャーに命令の復誦を送り、目標は底なのか頂上なのかを尋ねたが、回答を得る前に合図の大砲が鳴った。ターチンとカーリンは尾根の頂上を陥れることを期待されていると考えた。大半の士官はどの部隊が隣にいるかを知らされただけだった。
尾根の底で射撃壕線を守っていた南軍兵も矛盾した命令に悩まされた。或る者は一斉射撃した後に撤退すると命令され、また或る者はその陣地を死守することになっていた。留まって戦った者は北軍兵の数に圧倒され、多くが捕虜になった。他の者は後から撃たれることに怯えながら尾根の頂部まで長い距離を登り始めた。北軍兵の手を逃れた者はその辛さで完全にへたばり、暫くの間自分を守ることもできなかった。

### 誰が最初に上ったか？
南軍の大砲は北軍の最初の突撃のときはほとんど当たらなかったが、一旦北軍兵が射撃壕線で止まると彼等を全滅させる勢いだった。南部のライフル銃兵もその銃弾を降り注いだ。北軍の何人かの部隊指揮官は最悪の銃火を避けるために兵士に前進させた。ウィリッチの散兵は命令無しに尾根を登り始めた。ウィリッチは射撃壕線で虐殺されるよりも彼等の後に着いた方が良いと決断し、前進命令を出したが、既に幾つかの部隊は登り始めていた。これを見たヘイズンとビーティも最初の横隊に登坂命令を出した。ウッドが射撃壕線に到達したとき2列目の横隊が同じように登坂命令を出すように請い、ウッドは彼等を前進させた。
グラントは北軍兵が尾根を登り始めたのを見て衝撃を受けた。まずトーマスに続いてグランジャーに誰が命令を出したか尋ねた。どちらの将軍もその責任があると言わなかったが、グランジャーが「あいつ等が登り始めたら誰も止められない」と答えた。続いてグランジャーはウッドに、もしウッドが可能だと思うならば尾根の頂上を取る許可を与えると伝令を送った。何人かの伝令がほとんど同時に異なる命令を持って出て、さらに混乱を増した。
最左翼ではフェルプスとヴァン・ダービアが射撃壕を捕獲してその陣地を守った。幾らか粗い地面と格闘しながらターチンの旅団がその後に続いた。しかし、その部隊が射撃壕を制圧するやいなや、「気違いロシア人」（ターチンのこと）は即座に尾根登りを奨励した。ベアードが他の2個旅団を送り出せる前に停止命令を受け取った。
ワグナーとハーカーの部隊はウッドの旅団の後を追って直ぐに登り始めた。ワグナーが半分上った時に、尾根の底で停止する命令を受け取った。彼は部隊に引き返しを命じた。彼等が引き返し始めると勢いづいた南軍の守備兵のために大きな損失を受けた。ワグナーとハーカーの部下の何人かが射撃壕線に戻ると、彼等の左にいたウッドの師団と右にいた自分達の師団がまだ丘に登り続けているのを見た。競争相手の師団に先に行かれて、ワグナーは第2列目に登坂を命じた。シェリダンも間もなくハーカーに後退を命じた。その右手では、フランシス・シャーマン旅団が尾根の半分くらいの所にある塹壕線に直面し苦心していた。遙か右では、ジョンソンの2個旅団が射撃壕の決死の抵抗に遭い、尾根登りの開始が遅れた。
南軍の前線は先ず午後5時頃にバーズミル道路で破れた。ウィリッチの連隊の1つにヘイズンの2個連隊も加わって南軍胸壁の50ヤード (45 m)まで進んだ。地形が湾曲しているために保護されて忍び寄り、続いて突進してウィリアム・F・タッカー旅団が守る胸壁に飛び込んだ。近くにいた守備兵は急を衝かれて降伏するか命からがら逃げ出した。抜け目のない北軍士官がその連隊を右左に動かして南軍の前線を包み込み始めた。タッカーは勇敢にも部下の兵士達を鼓舞したが、その時までにウィリッチとヘイズンの兵士達が頂上に溢れていた。
ブラッグ軍には戦術的な予備隊が無かったので、その守備陣はほんの薄い皮一枚だった。裂け目を繕うために南軍の将軍達は近くにいる旅団指揮官達に幾らかの連隊を貸して貰うよう依頼し反撃に移ろうとした。幾つかの場所では、これが守備の主戦線を弱め、その前にいた北軍旅団に頂上まで登らせてしまった。
ヘイズンは一旦尾根の頂上に出るとその旅団を南に振った。この方向の南軍前線はアレクサンダー・W・レイノルズの旅団が守っており、その部隊は尾根の底からきつい坂を上ってきた者達だった。レイノルズ隊の疲れ切った兵士達は正面と側面から攻撃されて崩壊した。ヘイズン隊は南への進軍を続け、南軍ベイト師団のR・C・タイラー旅団を陣地から追い出し、北軍ワグナー旅団が頂上に着くことを可能にした。ベイトのフロリダ旅団は直ぐに追い出され、北軍ハーカーの部隊も頂上に到着した。南軍R・L・ギブソンの旅団はフランシス・シャーマンの部隊に打ち負かされた。ジョンソンの2個旅団は厳しい抵抗と険しい斜面のために難渋しており、尾根を上るために最も長い時間を要した。カーリン隊は午後5時半頃にやっと頂上に達した。南軍スチュアートはその陣地が絶望的なのを見て取り、オトー・F・ストラールとマーセラス・A・ストーバルの旅団を尾根から退かせた。
一方、ウィリッチの部隊は北へ回り込みアンダーソン師団の側面を潰し始めた。ウィリッチが成功したことでビーティの旅団も頂上に達することができた。この2個旅団は先ずアーサー・M・マニゴールト隊を駆逐し、北への回り込みを続けた。彼等が尾根にやってくると北軍ターチン、ヴァン・ダービアおよびフェルプス（戦死していた）の旅団が南軍ザカライア・C・デーズ、アルフレッド・J・ボーンおよびジョン・K・ジャクソンの旅団への攻撃の度合いを強めた。南軍兵の中には頑強に抵抗する者もいたが、多くの者は北軍兵が側面から圧力を掛けていることが分かった時に恐怖に捕らわれ逃げ出した。南軍の歩兵は砲兵がその大砲を脱出させるのを助ける前に逃げ出すことが多かった。この過程でアンダーソン師団全軍とチーザム師団の左翼にいたジャクソンとムーア各准将の旅団が崩壊した。北へ向けた北軍の進撃はウォルトホール旅団の頑強な抵抗と夜の訪れで止められただけだった。チーザム、ギスト、スティーブンソンおよびクリバーンはあまり損失を受けることもなくその師団を後退させたが、この敗北で兵士の士気が落ち、悔しがらせた。
シェリダン隊だけがミッショナリー・リッジの向こうまで追撃したが、その夜遅くグランジャーやトーマスの支援も無いことが明らかになったときに遂に諦めた。

## ロスビル・ギャップでの戦闘
ブレッキンリッジはその軍団が崩壊したときにその場にいなかった。その左翼が気になって、午後早くに前線の端まで馬で向かった。午後3時半、トーマスがその4個師団によるミッショナリー・リッジへの攻撃を始めさせた頃に、スチュワート師団の左翼J・T・ホルツクロー大佐の旅団背後で馬を止めた。このとき南西方向でフッカーの部隊が忙しくチャタヌーガ・クリークに橋を架けているのを目撃した。ブレッキンリッジは左翼の防御が無いロスビル・ギャップが心配になり、ホルツクローにその場所を守るために幾らかの連隊を送るよう命令した。しかし遅すぎた。南軍兵がその峡谷に到着したときは、オスターハウスの師団が既に通り過ぎていた。ブレッキンリッジの息子、キャベル・ブレッキンリッジは北軍兵の集団に乗り入れてしまい、捕獲された。
オスターハウスが上官のフッカーにこの成功を報せると、フッカーは直ぐにその部隊を北へ向かわせ3方向からの攻撃を仕掛けた。オスターハウス隊はミッショナリー・リッジ東の道を進ませ、クラフト隊は尾根自体に取り付き、ギアリー隊は尾根の西面に向かわせた。ホルツクローはその部隊を南に向かわせ戦闘を始めたが、クラフト隊とオスターハウス隊が間もなく勢力の劣る南軍兵をミッショナリー・リッジの北に追い始めた。ブレッキンリッジは北の騒々しい音を聞いて遂に馬で乗り出し、悪いことがおこっているかを見付けようとした。ホルツクロー隊はフッカーの部隊の前に後退し、このとき尾根に跨って位置していたカーリン旅団アンソン・G・マクックの第2オハイオ連隊に行き当たった。四面を優勢な敵に取り囲まれ約700名のホルツクロー隊は降伏した。

## 戦闘の後
その夜の間に、ブラッグはウェスタン・アンド・アトランティック鉄道のチカマウガ駅（現在はラベル飛行場があるところ）までの撤退を命じ、翌日にはそこからジョージア州ダルトンまでの撤退を始めて、2つの道に分かれて進んだ。この撤退中、小さな戦闘がチカマウガ駅、ヒッコリー渓谷のシェファーズ・ラン、古いコンコード集落のキャット・クリーク（マッキー支流）、およびグレイスビルで起こった。この日、11月26日は偶然にもアメリカでは最初の正式な感謝祭の日だった。
グラントが命じた追撃はリングゴールド・ギャップの戦いで実質的に挫折した。第三次チャタヌーガの戦いに参加した約56,000名の北軍の損失は5,824名（戦死753名、負傷4,722名、不明349名）となり、約44,000名の南軍の損失は6,667名（戦死361名、負傷2,160名、不明4,146名その大半は捕虜）となった。グラントは捕虜の数を6,142名と主張しており、南軍の損失はもう少し大きい可能性がある。さらに北軍は40門の大砲、69両の台車と弾薬箱を捕獲した。一人の従軍牧師がトーマス将軍に、戦死者は州で分けて埋葬するかどうかを尋ねたとき、トーマスは「混ぜてよい。私は「州の権限」に飽きた」と答えた。
南軍の大きな2つの軍隊のうち1つが壊滅した。北軍は「ローワー・サウス」への入り口チャタヌーガを確保した。そこはシャーマンによる1864年のアトランタ方面作戦で物資と兵站の基地となり、カンバーランド軍にも本拠となった（オハイオ軍はノックスビルを、テネシー軍はナッシュビルを本拠にしていた）。グラントは1864年3月に北軍全軍の司令官となる前に西部戦線での最後の戦いに勝利した。

## 評価
グラントは、その命令が忠実に実行されなかったことで当初は激怒した。トーマスは攻撃が失敗した場合に非難されることが分かっていたので同じくらい驚愕に取り付かれた。しかし成功した。ブラッグは射撃壕を軍事的頂部ではなく実際の地形的頂部に配置したことで多く批判されたが、当時塹壕戦は北アメリカや一般的軍事原理では新しいものであり、そのような頂部について明確な慣習は無かった。シャーマン隊がビリーゴート・ヒルに掘った射撃壕も実際の頂部に沿っておかれていた。しかし、ブラッグは南軍の射撃壕の時機を失した構築（カンバーランド軍がオーチャード・ノブを占領した日に命令が出た）や、それを3列の薄いお粗末な防御線に拡げたために、南軍兵が初めの射撃壕2列から撤退するときに混乱を生じ、北軍兵で頂部が蹂躙されるようになったことについて、明らかに非難されるべきである。